# Old Place of Mochrum

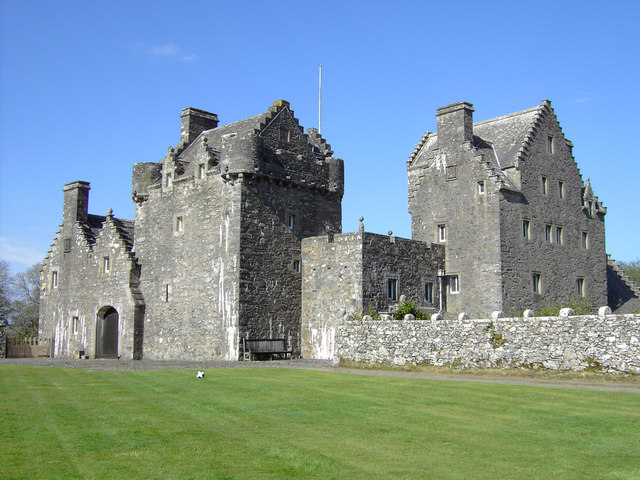
Old Place of Mochrum

Old Place of Mochrum, auch Mochrum Castle, ist ein Tower House nahe der schottischen Ortschaft Kirkcowan in der Council Area Dumfries and Galloway. 1972 wurde das Bauwerk in die schottischen Denkmallisten in der höchsten Denkmalkategorie A aufgenommen.

## Geschichte
Im 15. Jahrhundert zählten die Ländereien zum Besitz des Clans Dunbar. John Dunbar ließ das als Clansitz fungierende Tower House zwischen 1474 und der Jahrhundertwende errichten. Um diese Zeit entstand auch der Nordflügel. Vermutlich gegen Ende des 16. Jahrhunderts wurde an der Südseite ein zweites Tower House hinzugefügt. Architektonisch weist es Analogien zu dem 1581 erbauten Carsluith Castle auf.
Im 19. Jahrhundert erwarb John Crichton-Stuart, 3. Marquess of Bute das zur Ruine verfallene Bauwerk. Bis 1874 ließ er den älteren Westturm restaurieren. Der Südturm folgte zwischen 1877 und 1898. In diesem Zuge wurde auch die beide Türme verbindende Halle hinzugefügt. Bis 1902 folgten die Nord- und Ostflügel, die teils auf den Fundamenten älterer Gebäude erbaut wurden. Zwischen 1903 und 1908 wurde die Überarbeitung des Bauwerks durch den schottischen Architekten Robert Weir Schultz fortgeführt. Um 1912 wurde in der kürzlich erbauten Halle eine Kapelle eingerichtet.

## Beschreibung
Old Place of Mochrum befindet sich in einer dünnbesiedelten Region rund sieben Kilometer südlich von Kirkcowan am Nordufer von Mochrum Loch. Aus der ehemals aus zwei Tower Houses mit rechteckigen Grundrissen bestehende Anlage schuf der dritte Marquess of Bute, beziehungsweise sein Sohn, der nach dem Ableben seines Vaters 1900 die Arbeiten fortführen ließ, einen herrschaftlicher Landsitz. Die beiden Wehrtürme wurden in einen Gebäudekomplex integriert, der auf vier Seiten einen Innenhof umschließt. Natursteindetails aus cremefarbenem Sandstein setzen sich von dem Bruchsteinmauerwerk ab. Die mit grauem Schiefer eingedeckten Satteldächer sind teilweise mit Staffelgiebel gearbeitet. Der ältere Westturm verfügt über auskragende, zinnenbewehrte Wehrgänge mit Ecktourellen. Links führt ein rundbögiger Torweg auf den Innenhof.